# Nanedi Valles
Le Nanedi Valles sono una struttura geologica della superficie di Marte.